# Spragueia funeralis
Spragueia funeralis là một loài bướm đêm trong họ Noctuidae.